# Martin Camirand
Pour les articles homonymes, voir Camirand.
Martin Camirand, né le 3 avril 1965 à Saint-Jérôme (Québec), est un homme politique québécois. Lors de l'élection générale québécoise de 2007, il est élu député de Prévost à l'Assemblée nationale du Québec sous la bannière de l'Action démocratique du Québec.
Il devient porte-parole de l'opposition officielle en matière d'affaires municipales le 19 avril 2007, membre de la Commission de l'aménagement du territoire le 23 mai 2007 et vice-président de la Délégation de l'Assemblée nationale pour les relations avec La Catalogne (DANRC) le 4 avril 2007.
À l'élection générale québécoise de 2008, il est défait par le péquiste Gilles Robert.
Le 2 décembre 2009, il est accusé d'agression sexuelle à l'endroit de trois jeunes filles. En novembre 2013 il plaide coupable aux accusations et est condamné à 30 mois de prison.